# Pentas
Genre
Classification phylogénétique
Pentas est un genre de plantes de la famille Rubiaceae originaire d'Afrique de l'Est.

## Description
Les plantes du genre Pentas sont des plantes herbacées ou des sous-arbrisseaux, aux feuilles opposées ou verticillées.
Les fleurs hermaphrodites, sont constituées d'un calice à (4 ou) 5 lobes, d'une corolle de couleur blanche, rose, rouge pourpre ou jaune, comportant généralement un long tube se terminant en (4 ou) 5 (ou 6) lobes, avec le même nombre d'étamines insérées dans le tube.
Le fruit est une capsule.
Il y a environ 50 espèces, répandues en Afrique et Madagascar.

## Principale espèce
- Pentas lanceolata (Penta lancéolé, Étoile égyptienne)

## Liste des espèces et sous-espèces
Selon Catalogue of Life (7 juin 2013) :
- Pentas angustifolia
- Pentas arvensis
- Pentas caffensis
- Pentas cleistostoma
- Pentas glabrescens
- Pentas herbacea
- Pentas lanceolata
- Pentas micrantha
- Pentas nervosa
- Pentas pauciflora
- Pentas pubiflora
- Pentas purpurea
- Pentas purseglovei
- Pentas suswaensis
- Pentas tibestica
- Pentas zanzibarica

Selon ITIS (7 juin 2013) :
- Pentas lanceolata (Forssk.) Deflers

Selon World Checklist of Selected Plant Families (WCSP) (7 juin 2013) :
- Pentas angustifolia (A.Rich.) Verdc. (1953)
- Pentas arvensis Hiern (1877)
- Pentas caffensis Chiov., Atti Reale Accad. Italia (1940)
- Pentas cleistostoma K.Schum. (1896)
- Pentas glabrescens Baker (1895)
  - sous-espèce Pentas glabrescens subsp. brevituba Verdc. (1967)
  - sous-espèce Pentas glabrescens subsp. glabrescens
- Pentas herbacea (Hiern) K.Schum. (1900)
- Pentas lanceolata (Forssk.) Deflers (1889)
  - sous-espèce Pentas lanceolata subsp. cymosa (Klotzsch) Verdc. (1953)
  - sous-espèce Pentas lanceolata subsp. lanceolata
  - sous-espèce Pentas lanceolata subsp. quartiniana (A.Rich.) Verdc. (1953)
- Pentas micrantha Baker, J. Linn. Soc. (1885)
  - sous-espèce Pentas micrantha subsp. micrantha
  - sous-espèce Pentas micrantha subsp. wyliei (N.E.Br.) Verdc. (1953)
- Pentas nervosa Hepper (1960)
- Pentas pauciflora Baker (1895)
- Pentas pubiflora S.Moore, J. Linn. Soc. (1908)
- Pentas purpurea Oliv. (1873)
  - sous-espèce Pentas purpurea subsp. mechowiana (K.Schum.) Verdc. (1953)
  - sous-espèce Pentas purpurea subsp. purpurea
- Pentas purseglovei Verdc. (1953)
- Pentas suswaensis Verdc. (1966)
- Pentas tibestica Quézel (1957)
- Pentas zanzibarica (Klotzsch) Vatke (1875)
  - sous-espèce Pentas zanzibarica subsp. milangiana (Verdc.) Verdc. (1989)
  - sous-espèce Pentas zanzibarica subsp. zanzibarica

Selon NCBI (7 juin 2013) :
- Pentas angustifolia
- Pentas arvensis
- Pentas caffensis
- Pentas carnea
- Pentas glabrescens
- Pentas ionolaena
- Pentas lanceolata
- Pentas micrantha
- Pentas pauciflora
- Pentas pubiflora
- Pentas purpurea
- Pentas suswaensis
- Pentas zanzibarica

Selon Tropicos (7 juin 2013) (Attention liste brute contenant possiblement des synonymes) :
- Pentas ainsworthii Scott-Elliot
- Pentas angustifolia Verdc.
- Pentas arvensis Hiern
- Pentas austroorientalis Homolle & Verdcourt
- Pentas bussei K. Krause
- Pentas caffensis Chiov.
- Pentas camea Benth.
- Pentas carnea Benth.
- Pentas cleistostoma K. Schum.
- Pentas coccinea Stapf
- Pentas coerulea Chiov.
- Pentas concinna K. Schum.
- Pentas confertifolia Baker
- Pentas decaryana Homolle ex Verdcourt
- Pentas decora S. Moore
- Pentas dewevrei De Wild. & T. Durand
- Pentas elata K. Schum.
- Pentas elatior (A. Rich. ex DC.) Walp.
- Pentas fililoba K. Krause
- Pentas flammea Chiov.
- Pentas geophila Verdc.
- Pentas glabrescens Baker
- Pentas globifera Hutch.
- Pentas graniticola E.A. Bruce
- Pentas herbacea (Hiern) K. Schum.
- Pentas hindsioides K. Schum.
- Pentas hirtiflora Baker
- Pentas homblei De Wild.
- Pentas involucrata Baker
- Pentas ionolaena K. Schum.
- Pentas klotzschii Vatke
- Pentas lanceolata (Forssk.) Deflers
- Pentas ledermannii K. Krause
- Pentas leucaster K. Krause
- Pentas liebrechtsiana De Wild.
- Pentas lilicanus
- Pentas lindenioides (S. Moore) Verdc.
- Pentas longiflora Oliv.
- Pentas longituba K. Schum.
- Pentas magnifica Bullock
- Pentas mechowiana K. Schum.
- Pentas micrantha Baker
- Pentas modesta Baker
- Pentas mombassana Oliv.
- Pentas mussaendoides Baker
- Pentas nervosa Hepper
- Pentas nobilis S. Moore
- Pentas occidentalis (Hook. f.) Benth. & Hook. ex Hiern
- Pentas oncostipula K. Schum.
- Pentas parviflora Benth.
- Pentas parvifolia Hiern
- Pentas pauciflora Baker
- Pentas pseudomagnifica M. Taylor
- Pentas pubiflora S. Moore
- Pentas purpurea Oliv.
- Pentas purseglovei Verdc.
- Pentas quadrangularis Rendle
- Pentas quartiniana (A. Rich.) Oliv.
- Pentas schimperi (Hochst.) Wieringa
- Pentas schumanniana K. Krause
- Pentas schweinfurthii Scott-Elliot
- Pentas speciosa Baker
- Pentas stolzii K. Schum. & K. Krause
- Pentas suswaensis Verdc.
- Pentas tenuis Verdc.
- Pentas thomsonii Scott-Elliot
- Pentas thonningii Walp.
- Pentas tibestica Quézel
- Pentas transvaalensis Baer
- Pentas triangularis De Wild.
- Pentas ulugurica (Verdc.) Hepper
- Pentas verruculosa Chiov.
- Pentas volubilis K. Schum.
- Pentas warburgiana K. Schum.
- Pentas woodii Scott-Elliot
- Pentas wyliei N.E. Br.
- Pentas xanthorrhoea (K. Schum.) Bremek.
- Pentas zanzibarica (Klotzsch) Vatke